# Oliva (famiglia)

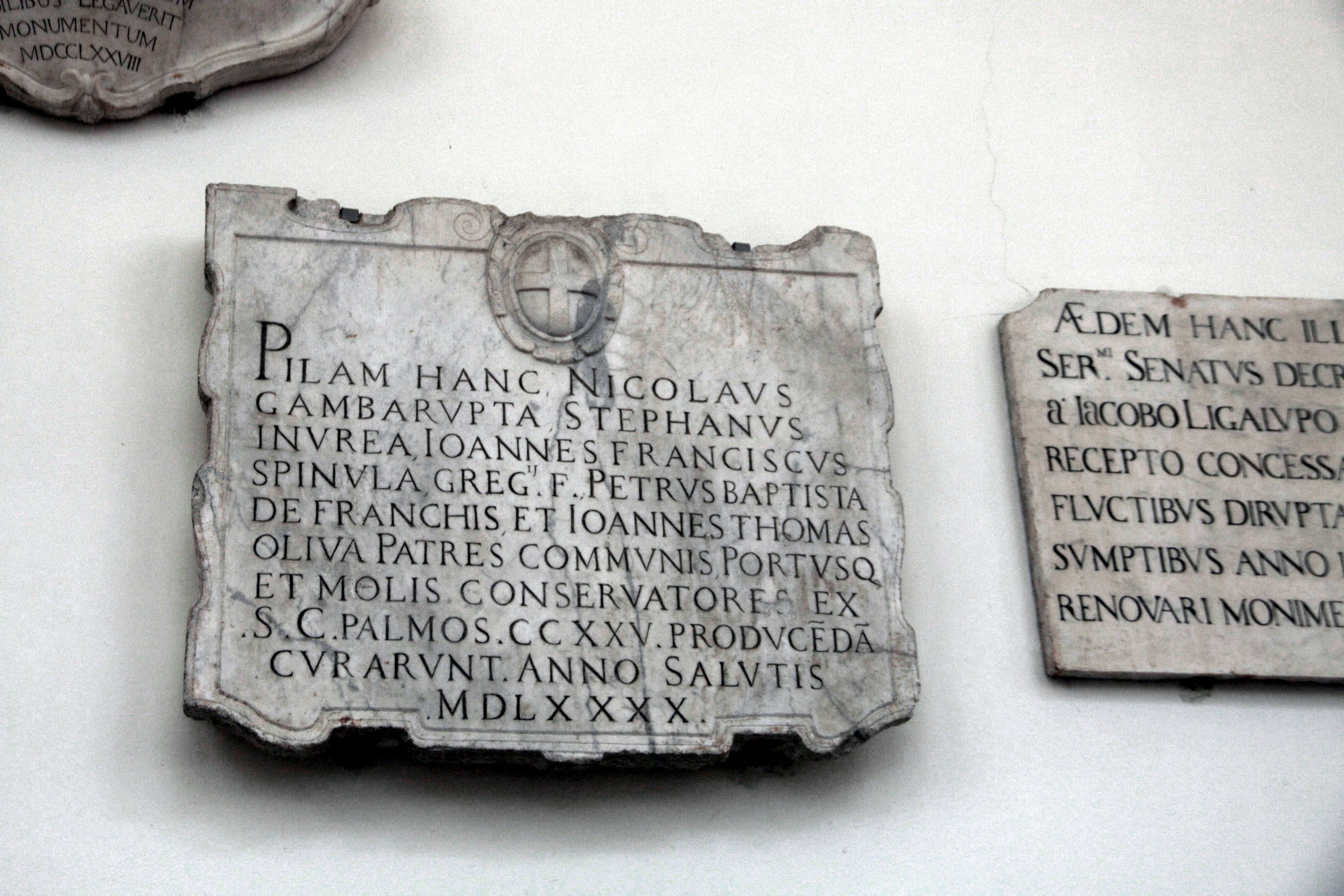
Iscrizione del 1590 nel Palazzo Ducale di Genova a ricordi di lavori nel porto effettuate dai padri del Comune, tra cui Giovanni Tommaso Oliva (Ionnnes Thomas Oliva).

Gli Oliva sono un'antica famiglia della nobiltà ligure nota per il loro ruolo nel patriziato genovese e nella nobiltà feudale del Regno di Napoli. Nel XV secolo s'aggiunsero all'albergo nobiliare dei Grimaldi, e nel secolo successivo a quelli degli Usodimare, Negrone e Cattaneo. 
Nel XVI secolo un ramo trasferito al Regno di Napoli acquista diversi signorie e ottiene la dignità principesca. 

## Origine
Alcuni autori tardivi proposero la loro comune origine con i Grimaldi, famiglia alla quale furono in realtà solo collegate a partire del XV secolo. Secondo Carlo Giacinto Oliva (1895), il cognome sarebbe presso d'una terra così denominata. Secondo Odoardo Ganduccio (XVII secolo) erano originari da Nervi, e trasferite a Genova nel 1160, tesi sostenuta dal giurista napoletano Biagio Aldimari, che anche confermava l'individuazione di Rubaldo e Gandolfo d'Oliva, già nominati dal Ganduccio, tra i genovesi presenti nella pace con i pisani nel 1188. Nella Repubblica di Genova, alcuni rami formarono parte della fazione nobiliare del patriziato (come confermato dal Federici) mentre altri lo furono sempre della fazione popolare, nonostante la considerazione nobiliare di tutti dopo la riforma del patriziato del 1528.
Nel suo Scrutino della Nobiltà Ligustica Federico Federici inizia il racconto degli Oliva solo a partire del 1350, quando il nobile Leonardo di Celso Oliva ottiene alcune magistrature non individuate nel comune. Federici ricorda anche le due nozze di Leonardo, la prima con una Bestagni e la seconda con una Doria. Secondo lo stesso autore, nel 1380 Antonio di Nicolò fu nominato ufficiale di baila, e nel 1391 Leonardo di Giacomo fu consigliere. Nel 1405 Giovanni di Antonio ottiene la carica senatoriale di anziano del comune, mentre il già citato Leonardo di Giacomo viene anche nominato anziano nel 1419. Giovanni, fratello di Leonardo, fu anche anziano del comune nel 1426 e secondo Federici, fu genero di Guglielmo Embriaco (discendente omonimo del celebre crociato). Negli anni successivi, tanti altri ottengono magistrature nel comune, tra cui Ciriaco (anziano nel 1426), Giovanni di Tommaso (ufficiale di moneta nel 1432) e Martino di Leonardo (anziano nel 1434, 1437 e 1443). Secondo Federici, quest'ultimo era omonimo di quel Martino di Giovanni che nel 1448 entra nell'albergo dei Grimaldi. Secondo Ganduccio, nel 1447 Manuelle (chiamato Morvello da Aldimari), Jacopo e Leonello Oliva furono anche consiglieri per la fazione dei guelfi.

## Grimaldi-Oliva

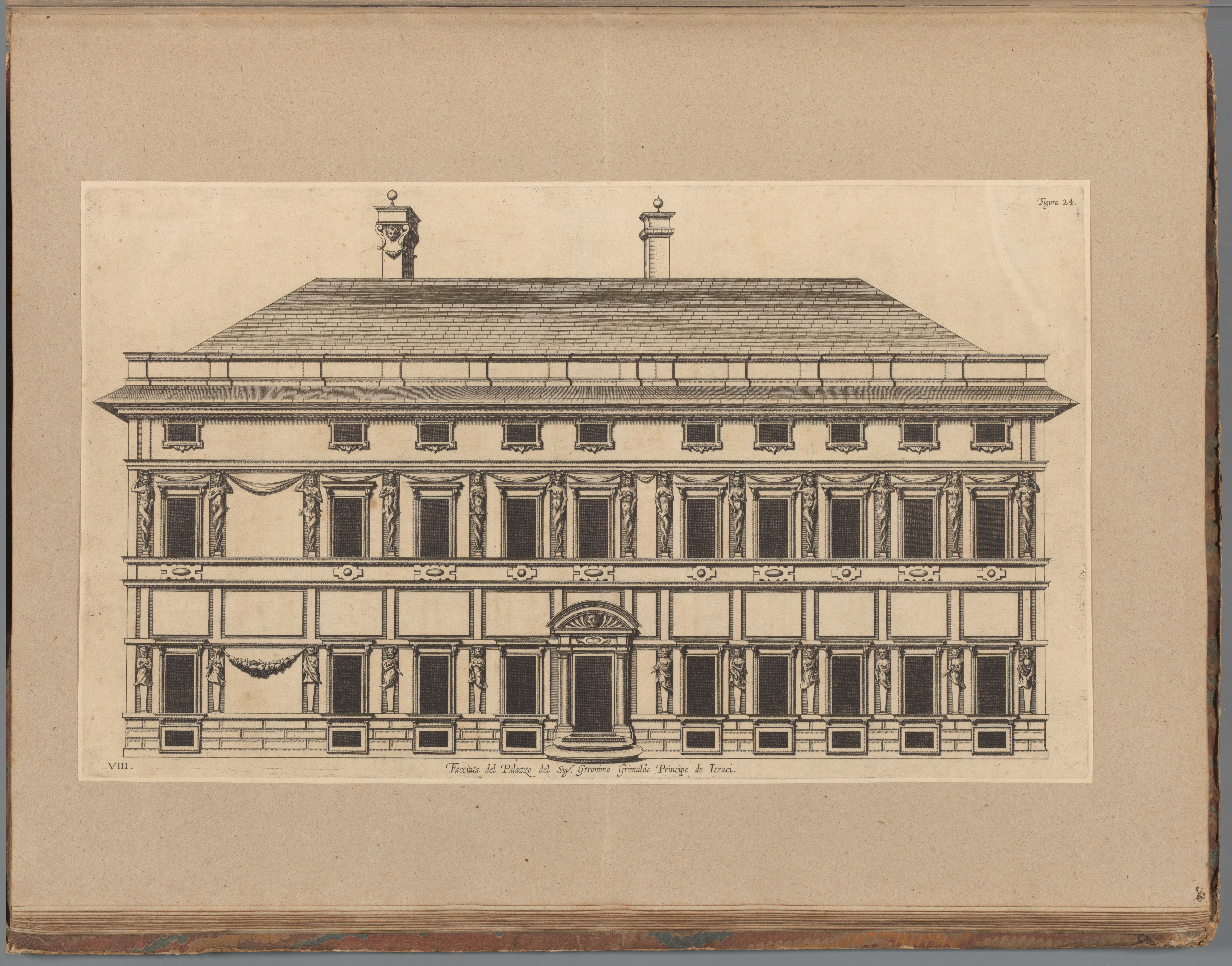
Facciata del Palazzo della Meridiana di Genova (costruito per volere di Gerolamo Grimaldi-Oliva) secondo un disegno di Rubens. Rijksakademie. Amsterdam.

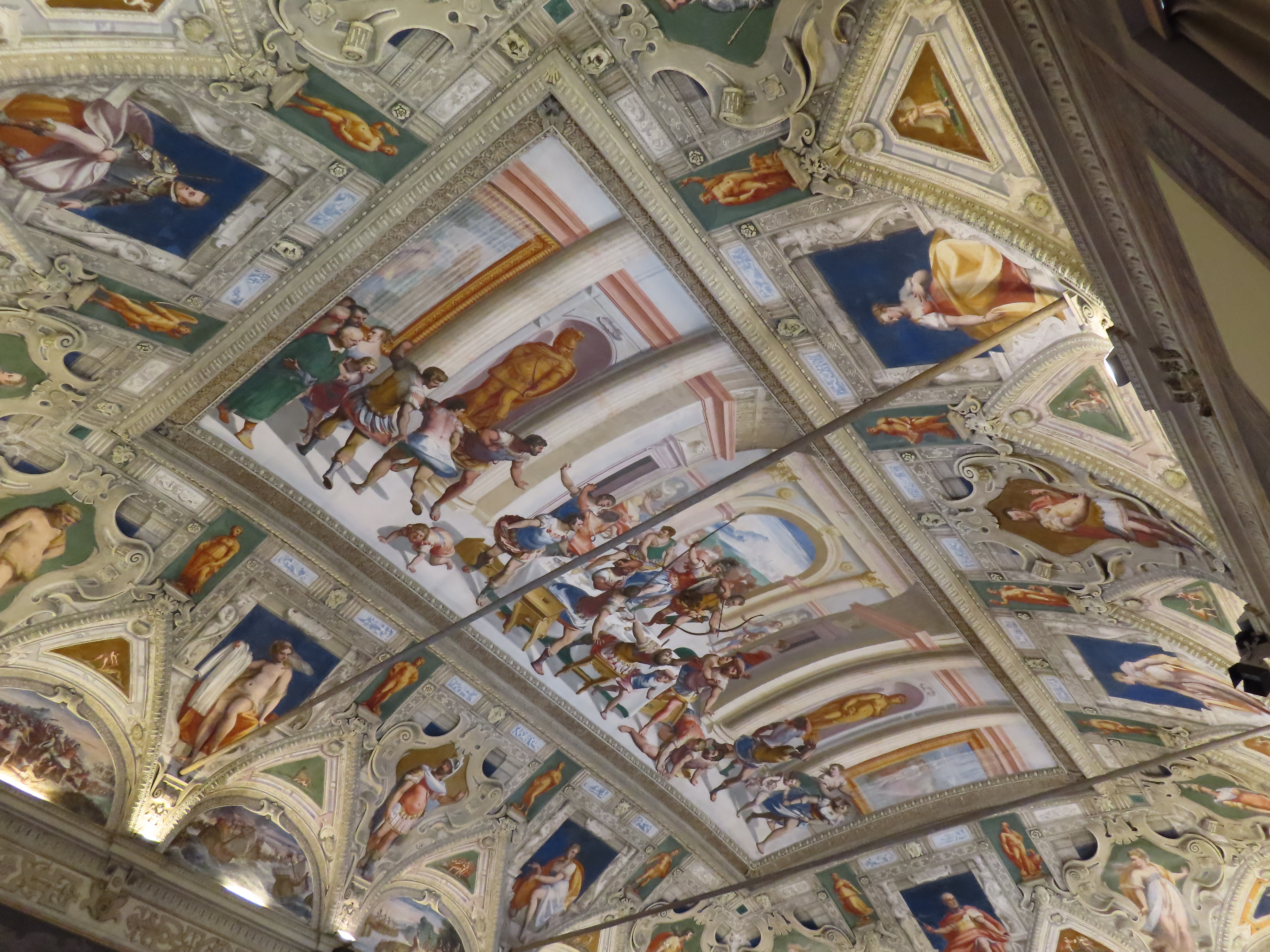
Affreschi del Palazzo della Meridiana

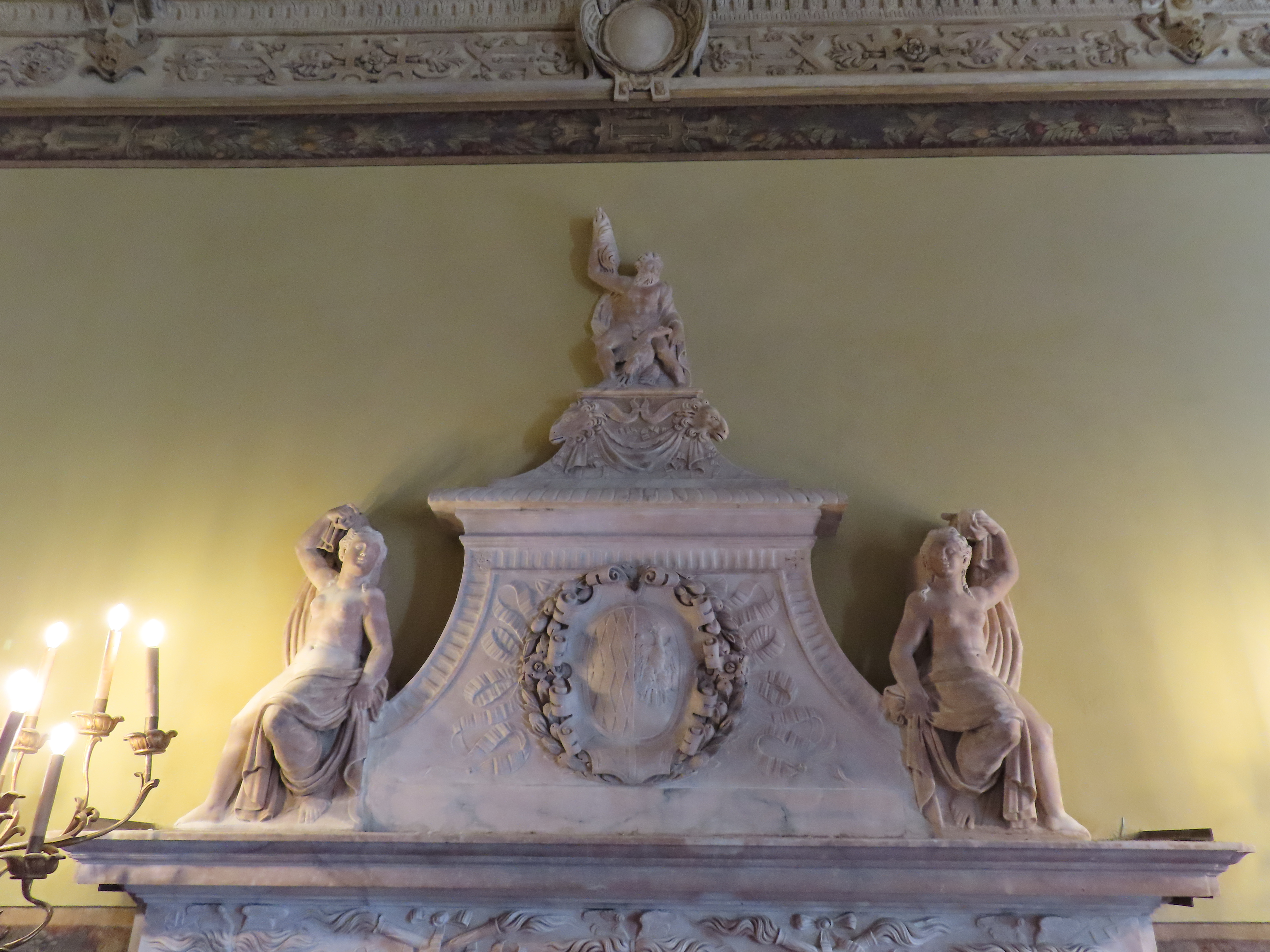
Stemma degli sponsali Oliva e Doria nel Palazzo della Meridiana

Il ramo più celebre della famiglia fu probabilmente quello dei Grimaldi-Oliva (anche Oliva-Grimaldi). Secondo diverse fonti, il primo degli Oliva a entrare nell'albergo nobiliare dei Grimaldi fu Martino di Giovanni nel 1448, stesso che aggiunge il cognome dei Grimaldi al proprio secondo la tradizione genovese degli alberghi. Ganduccio e Federici citano anche a un Giacomo di Leonardo nei Grimaldi senza dire l'anno della sua incorporazione. Tra tutti i discendenti di questo ramo, il più noto era forse Gerolamo Grimaldi-Oliva (costruttore del Palazzo della Meridiana), trasferito al Regno di Napoli insieme al socio Andrea de Mari, diventando creditori degli spagnoli e portoghesi, e in particolare dell'ammiraglio Giovanni d'Austria, figlio dell'imperatore Carlo V. Nel 1552 Gerolamo acquista la signoria di Montesantangelo (Puglia) e nel 1574 il figlio Giovanni Battista (avuto del matrimonio con Luchinetta Doria) ottiene il ducato di Terranova, il principato di Gerace e il marchesato di Gioia. Dopo la Pace di Casale di 1576 (che abolisce le consuetudini degli alberghi a Genova, tra cui l'uso dei cognomi composti), questo ramo ottiene da Filippo II il permesso di preservare l'uso del cognome Grimaldi-Oliva nel Regno di Napoli (mai ottenuto a Genova). Il ramo s'estinse nel XVIII secolo nella principessa Maria Antonia Grimaldi-Oliva, sposata in prime nozze al marchese Giovanni Battista Serra, patrizio genovese, e in seconde al duca Pasquale Serra di Cassano (con successione dei titoli e eredità attraverso il primo matrimonio).

## Armoriale
Ramo dei Grimaldi-Oliva: rombeggiato in fascia di nero e d'argento.
Ramo dei Negrone-Oliva: d'oro, all'olivo nudrito sulla pianura erbosa, il tutto al naturale. 
Ramo degli Usodimare-Oliva: fasciato di rosso e d'oro; al capo d'argento, carico d'un ramo d'olivo di verde in palo.

## Personalità
- Rubaldo, nominato nella pace con i pisani (1188)
- Gandolfo, nominato nella pace con i pisani  (1188)
- Leonardo, magistrato di Genova (1350)
- Antonio, ufficiale di baila (1380)
- Leonardo, consigliere (1391), anziano di Genova (1419)
- Giovanni, anziano di Genova (1405)
- Ciriaco, anziano di Genova (1426)
- Giovanni, ufficiale di moneta (1432)
- Martino, anziano di Genova (1434)
- Manuelle, consigliere di Genova (1447)
- Jacopo, consigliere di Genova (1447)
- Leonello, consigliere di Genova (1447)
- Gerolamo, signore di Montesantangelo (1552)
- Giovanni Battista, 1º duca di Terranova (1574)
- Gian Francesco, 2º duca di Terranova (1582)
- Gerolamo, 1º principe di Gerace, 3º duca di Terranova (1609)
- Maria Antonia, 7º principessa di Gerace, 8º duchessa di Terranova (1791)

## Palazzi
- Palazzo della Meridiana[11]